# Timor
Timor er en ø, der er delt mellem den uafhængige stat Østtimor og Vesttimor, der er en del af Indonesien. 
Øen har i århundreder politisk været delt i to dele. Vesttimor var kendt som Hollandsk Timor fra 1800'erne indtil 1949, hvor det blev Indonesisk Timor og hørte under Indonesien. Østtimor var kendt som Portugisisk Timor fra 1596 til 1975. Indonesien annekterede Østtimor i 1976, hvorefter denne del blev kendt som Timor Timur. Fra Jakarta blev Østtimor anset som landet 27. provins, men dette blev aldrig anerkendt af FN. Efter en FN-overvåget folkeafstemning om øens fremtid, blev Østtimor selvstændigt i 2002.